# کارل فریدریش اتو وستفال
کارل فریدریش اُتو وستفال (آلمانی: Carl Friedrich Otto Westphal؛ ۲۳ مارس ۱۸۳۳ – ۲۷ ژانویهٔ ۱۸۹۰ یک متخصص اعصاب، روانپزشک، و استاد دانشگاه اهل آلمان بود.
او فرزند اتو کارل فریدریش وستفال و پدرِ الکساندر کارل اتو وستفال بود.
او مشارکت‌های فراوانی در زمینهٔ علم پزشکی دارد. از جمله، وی، واژه آگورافوبیا را نخستین بار با مشاهدهٔ افرادی که در مکان‌های عمومی دچار ترس و اضطراب می‌شوند، ابداع کرد و همچنین توانست اسکلروز کاذب (که امروزه به بیماری ویلسون شهرت دارد) را در مراحل اولیه تشخیص دهد. او همچنین ارتباط مابین فلج عضلات و تابس دورسالیس را در افراد مجنون نشان و شرح دهد. وی نقص در رفلکس وتریِ عمقی در بیماران مبتلا به تابس دورسالیس را نیز اثبات کرد که بعدها به افتخار وی و ویلهلم هاینریش ارب، علامت «اِرب-وستفال» شهرت یافت. نامِ او به همراهِ لودویگ ادینگر در عنوانِ «هستهٔ ادینگر-وستفال» نیز که هستهٔ فرعی عصب سوم مغزی است، ماندگار شده‌است. وی نخستین پزشکی بود که شرح بالینیِ حمله خواب و کاتاپلکسی را ارائه کرد. پزشک فرانسوی ژان-بتیست-ادوار ژلینو نیز این دو عارضه را بررسی کرد و برای نخستین بار واژهٔ «نارکولپسی» (فرانسوی: narcolepsie‎) را در سال ۱۸۸۰ میلادی ابداع کرد.
او مقالات و پژوهش‌های فراوانی دربارهٔ بیماری‌های طناب نخاعی و آسیب‌شناسی عصبی دارد و شاگردان مشهوری را تربیت کرد که از ان میان می‌توان به آرنولد پیک، کارل ورنیکه و هرمان اوپنهایم اشاره کرد.
میشل فوکو، ظهور [علم] همجنس‌گرایی مدرن را به وستفال نسبت می‌دهد که در سال ۱۸۷۰ میلادی، مقاله‌ای دربارهٔ «احساسِ میلِ جنسیِ مغایر» نوشت و در آن ۲ فرد را شرح داد که مشغول دست‌وپنجه نرم‌کردن با چیزی بودند که بعدها همجنس‌گرایی نام گرفت. این مقاله، یکی از نخستین گزارش‌های پزشکی دربارهٔ مسئلهٔ میل جنسی به‌عنوان یک اختلال روانپزشکی است.

## اصطلاحات پزشکی دیگر
- آتاکسی وستفال-لیدن: آتاکسی حاد که در دوران کودکی رخ می‌دهد و به افتخار ارنست ویکتور فون لِیدن و او ناگذاری شده‌است.
- علامت و سفال: فقدان یا کاهش رفلکس وتری زانو
- سندرم وستفال: یک فرم ارثی از فلج هیپوکلسمیک دوره‌ای[۴]